# Szolnoki MÁV FC
Maillots
Le Szolnoki MÁV FC est un club hongrois de football situé dans la ville de Szolnok et fondé le 11 mai 1910. 
Ce club évolue en seconde division du championnat de Hongrie.

## Palmarès
- 10 participations dans le championnat de Hongrie : 1938-1939, 1939-1940, 1940-1941, 1941-1942, 1942-1943, 1943-1944, 1945-1946, 1946-1947, 1947-1948, 2010-2011